# Сулув (Нижньосілезьке воєводство)
Сулув (пол. Sułów, нім. Sulau) — село в Польщі, у гміні Мілич Мілицького повіту Нижньосілезького воєводства.
Населення — 1583 особи (2011).
У 1975-1998 роках село належало до Вроцлавського воєводства.

## Демографія
Демографічна структура станом на 31 березня 2011 року:
|          | Загалом | Допрацездатний вік | Працездатний вік | Постпрацездатний вік |
| -------- | ------- | ------------------ | ---------------- | -------------------- |
| Чоловіки | 775     | 157                | 550              | 68                   |
| Жінки    | 808     | 150                | 494              | 164                  |
| Разом    | 1583    | 307                | 1044             | 232                  |